# Bergia suffruticosa
Bergia suffruticosa là một loài thực vật có hoa trong họ Elatinaceae. Loài này được (Delile) Fenzl mô tả khoa học đầu tiên năm 1841.